# José Serpa
José Rodolfo Serpa Pérez (nascido em 17 de abril de 1979) é um ciclista profissional colombiano. Representou seu país, Colômbia, no ciclismo nos Jogos Olímpicos de Verão de 2004 e 2008.